# Fort Lauderdale International Film Festival
Fort Lauderdale International Film Festival (em português, Festival Internacional de Cinema de Fort Lauderdale) é um Festival de cinema realizado anualmente na cidade de Fort Lauderdale, no estado americano da Flórida, a premiação acontece desde de 1986.

## Sobre o festival
O Broward County Film Society foi fundada 03 junho de 1986 para premiar o cinema independente do sul da Flórida que contava com mais de quatro milhões e meio de pessoas. Em 1987, o Festival foi nomeado uma das sete Instituições Culturais Vital originais do Estado da Flórida. Em 1990, o Festival tornou-se um evento de três semanas, que ocorrerá de Miami a Boca Raton. Martin Scorsese apresentou os prêmios Student Film Awards. Entre os convidados, estavam Marlo Thomas e Darren McGavin. Em 1991, o Festival lançou o Lifetime Achievement Awards e premiou Peter Bogdanovich, Mark Rydell, Donald O'Connor, Vincent Price, Van Johnson e Burt Reynolds.
Em 1992, o Festival apresenta uma retrospectiva especial para homenagear Audrey Hepburn. O Festival de 1994, contou com a participação de mais 35.000 pessoas durante os primeiros cinco dias de exibição, apresentando seis estreias de filmes nacionais e uma estréia mundial.
Em 1996, o Festival contava com mais de 110 filmes de 30 países e atraiu 57 mil pessoas. Em 1998, 17 estreias mundiais e mais de 120 filmes de 35 países foram apresentados em 300 sessões do Fort Lauderdale International Film Festival. O Festival de Cinema de 1999 atraiu mais de 66 mil participantes de todo o sul da Flórida e apresentou mais de 120 filmes.
Hoje, o Festival exibe mais de 200 filmes de todo o mundo, e é considerado um dos festivais regionais de cinema mais importantes dos Estados Unidos.